# 臺灣與西班牙關係史
台灣與西班牙關係史是指台灣有信史以來至今與西班牙雙方在歷史上不同階段的關係。西班牙最早於1626統治臺灣。随着1949年中华民国政府迁往台湾后，实际上與其国家外交关系重疊。

## 西班牙統治時期

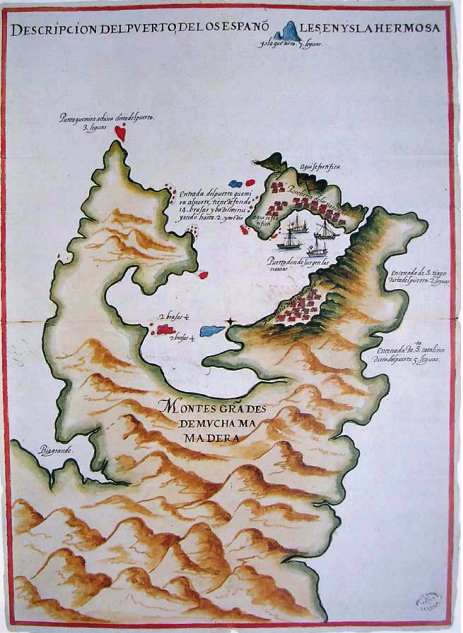
1626年西班牙人所繪基隆港與淡水港。

臺灣被西班牙文獻稱為「艾爾摩沙」（西班牙語：Isla Hermosa），意即「美麗島」，位於呂宋島北方七百公里處。在16世紀後期的文獻顯示，西班牙官員總是把臺灣島當作菲律賓群島的一部分，因此認為臺灣也屬西班牙王室管轄。1586年，馬尼拉總督與五十個西班牙居民簽署請願書上呈西班牙及葡萄牙國王菲立普二世，敦促他出兵前往艾爾摩沙島以及菲律賓群島中較偏遠的島嶼，因為「他們的情況日趨腐敗......為了他們好，也為了我們自身的安全，必須由我們伸手去安撫他們，再晚一些就會來不及了。」國王雖然回說馬上會去收服艾爾摩沙等地，旦菲律賓官員在1596年以前沒有急迫的理由要到臺灣設立據點。:163
17世紀，與西葡聯邦打八十年獨立戰爭的荷蘭共和國抵達東亞。1618年，菲律賓總督派遣道明會神父馬蒂涅（Bartolmé Martinez）去警告明朝當局小心荷蘭人截擊開往馬尼拉的中國商船，他在旅途中兩次躲到臺灣西南平原避難，並根據此一經驗指出西班牙應將此島併入帝國中，返菲後他在1619年的備忘錄中建議當局占領福爾摩沙島一個叫北港（Pacan）的港口。:164:881624年，荷蘭於大員（今臺南）落腳時，同時也在封鎖馬尼拉的貿易。:1651625年，西班牙菲律賓總督施爾瓦（Fernándo de Silva）決定在艾爾摩沙島設立據點。1626年2月，西班牙出軍北征。:165
1626年，菲律賓總督命令伐爾得斯（Antonio Carreño de Valdes）率領大划船隊及300人進攻臺灣。:88:47由於荷蘭已統治南臺灣，所以伐爾得斯的艦隊5月5日自菲律賓出發，即沿著臺灣東海岸北上。5月11日先到三貂角，:47-485月12日進入雞籠港，命名為「Santisima Trinidad」（意為「至聖三位一體」）。:48西班牙人於雞籠灣內的小島（今和平島）登陸。:1695月16日在社寮島舉行占領典禮。:88:48將臺灣北部納入西屬東印度群島。
西班牙統治北臺灣時期，建立聖薩爾瓦多城作為統治中心，此島也連帶被命名為聖薩爾瓦多島。
1629年7月，荷蘭曾派軍北上淡水，攻打西班牙軍要塞。但因西班牙防禦工事堅固，荷軍未攻下而潰敗。至此西班牙已占領從雞籠西方至淡水一帶。:48
1634年，西班牙雞籠守將羅米洛派兵六百人（西班牙200人、原住民400人）攻打蛤仔難（今宜蘭）。西班牙大勝，臺灣東北角宜蘭地帶落入西班牙控制之中。:49
由於西班牙人想引誘漢人及日本人來北臺灣從事交易活動，使雞籠和淡水成為國際貿易中心的目的，一直沒有實現。到日本傳教的機會也同樣遙遙無期。所以西班牙人對臺灣興趣漸趨低落，使殖民政策改往重視經營菲律賓。1637年6月，塞巴斯提安·巫它度·德·哥爾奎拉就任菲律賓總督，面臨菲律賓南部穆斯林對西班牙的反抗，極需兵力支援。為了減少開支，削減北台灣的軍力，1938年拆除淡水的聖多明哥城。到1640年雞籠守軍僅餘400人。:50引起荷蘭人的覬覦。
1642年8月，荷軍發動雞籠之戰，並奪取了雞籠島上的制高點。西班牙軍因無力抵抗，遂向荷軍投降，從此退出臺灣。
西班牙統治期間，亦帶來天主教道明會來臺對原住民傳教，被視為天主教在臺灣的濫觴。1631年，道明會神父耶士基佛（Jacinto Esquivel，1592-1633）來臺宣教。:88他利用羅馬拼音來拼寫「淡水語」。編有《淡水語辭彙》，並翻譯《淡水語教理書》，此外還在1632年設立「神學院」（學林）。

## 清治時期

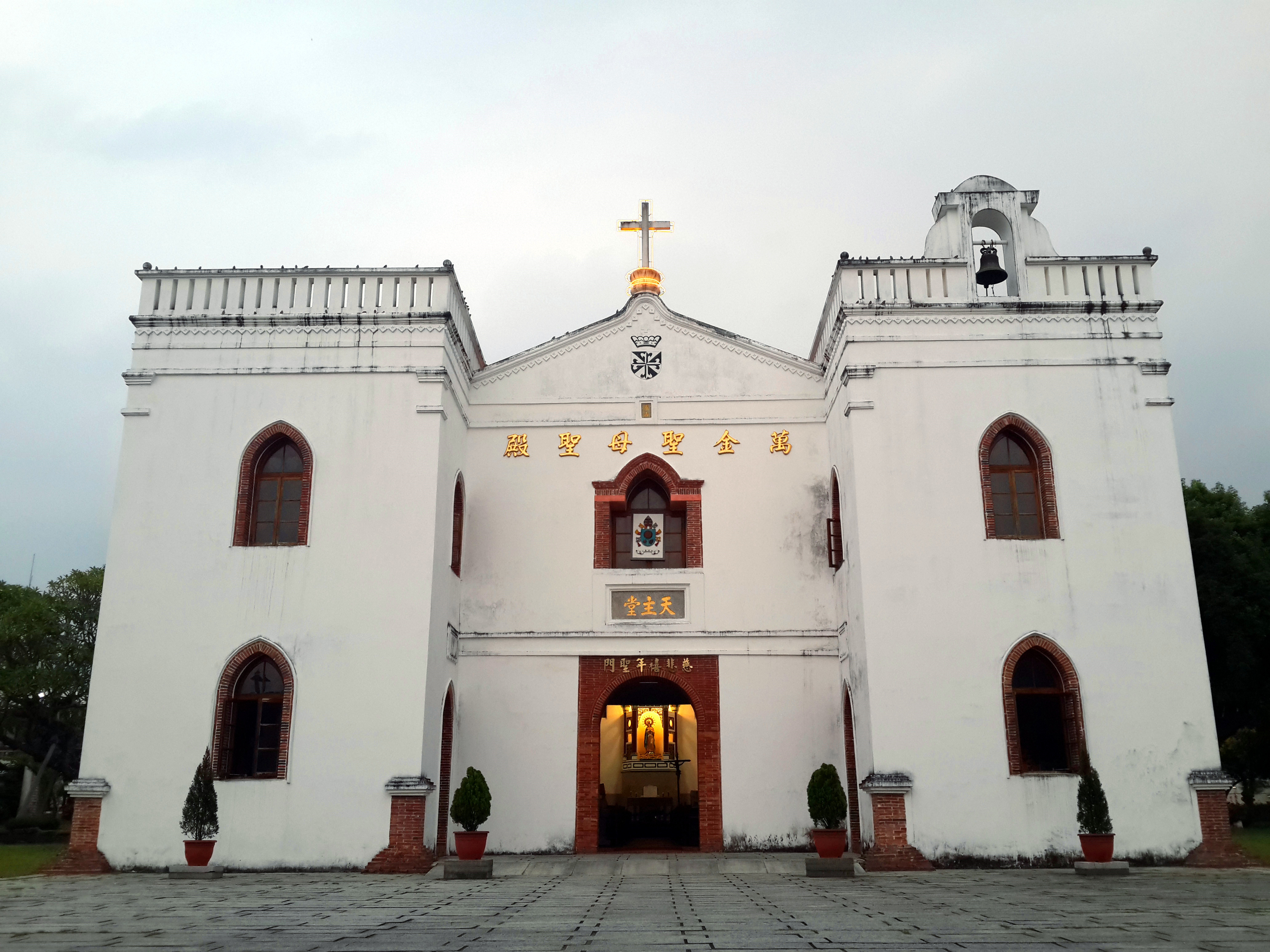
萬金聖母聖殿。

1858年（清咸豐八年），清政府在第一次英法聯軍戰敗後與英國等國簽訂《天津條約》，臺灣開港。同時解除教禁。同年西班牙屬地菲律賓馬尼拉的天主教道明會派遣西班牙籍的郭德剛（Fernando Sainz）及洪保律（Angel Bofurull）二位神父到台灣傳教。:1311864年（同治三年）九月初十日，西班牙與清政府立約，臺灣、淡水開港。
1859年（清咸豐九年），道明會神父郭德剛與洪保律、三位中國籍傳教士從廈門抵達打狗（今高雄市）。:131在打狗前金購置一筆土地搭蓋傳教所，為玫瑰聖母聖殿主教座堂前身，1863年完工。
1861年（清咸豐十一年），郭德剛自打狗（今高雄）步行往返萬金（今屏東縣萬巒鄉萬金村）傳教。隨著信徒增多，良方濟神父在1869年（清同治八年）10月購入堂區用地，開始興建新堂，即萬金聖母聖殿。該教堂仿西班牙堡壘式建築構造，在費時一年後終於在1870年12月8日進行落成祝聖典禮。1874年（同治十三年）1月12日，清帝頒賜「奉旨」照准，及「天主堂」聖石。
除傳教外，亦有西班牙籍商人Joaquin Malcampo（生卒年不詳，中文通常譯寫為「瑪甘保」）登記開設瑞記洋行 (Malcampo & Co.)，並在滬尾（今淡水）從事樟腦、糖的貿易。

## 日本統治時期
1895年（清光緒二十一年、日明治二十八年）4月，《馬關條約》簽訂，臺灣改隸於日本。西班牙對遠東不曾干涉，然當時西班牙統治菲律賓，與臺灣僅一水之遙，故深懼日人趁機進占菲島，議會曾出現質疑國家是否能保有呂宋。日本亦知懷懼所在，在剛佔領臺北、尚未佔領全臺時，即由臨時代理外務大臣西園寺公望與西班牙駐日全權公使加尼沃（José de la Rica y Calvo）於東京談判。:3208月，日本與西班牙兩帝國對巴士海峽協議版圖界線。以通過可以航行之海面中央之緯度的平行線，為臺灣、菲律賓之版圖境界線。:541:321
1897年（明治三十年）3月15日，日本拓殖大臣以陸軍步兵少佐菊池主殿為監督，率文武官僚數十人，上紅頭嶼「撫慰土番」，踏察實境。由於該島位置在巴士海峽與西班牙國領接壤，因此此舉確認紅頭嶼為日本領土。:503
明治二十九年（1896年），西班牙決定在臺灣設立領事館，於12月17日任Don Enrique Ortiz為領事，翌年4月26日到任，駐打狗，後駐淡水。此前期在臺僑民向委英駐臺領事兼轄。明治三十二年（1899年）8月21日，Ortiz調任為南非開普敦領事，西班牙裁撤駐臺領事館，並分別委託英國駐安平領事及駐淡水領事。:370
林獻堂在1927年至1928年的環球旅行中，於1928年2月前往西班牙，遊歷巴塞羅那及馬得里。見識到西班牙的諸多乞丐，以及巴塞羅那的鬥牛。當時西班牙正值1923年上台的利維拉將軍執政，林獻堂認為「利維拉執政，從事於澄清政府各部之大業，汰除冗發，延長各部辦事時間，增進其效率，以使各部復入於認真辦事之軌道」，然而「幽禁政敵，任用黨人，以致北部常起紛擾，及人民困於專制，而生反感，交相逼迫，執政府之存在，蓋岌岌不可終日矣，以如是之情形，求不再起革命諒不可得焉。」。:320

## 戰後時期（1945年迄今）
1973年3月10日，西班牙與在臺灣的中華民國政府斷交。4月9日，關閉大使館。
2019年，基隆市政府邀請國立清華大學人類學研究所所長臧振華及西班牙考古學者Maria Cruz Berrocal組成的考古團隊調查聖薩爾瓦多城和修道院遺址的正確位置，5月開始考古挖掘，先後發現了墓葬、遺骸、空穴及十字架等物。